# Charles Harrison Blackley

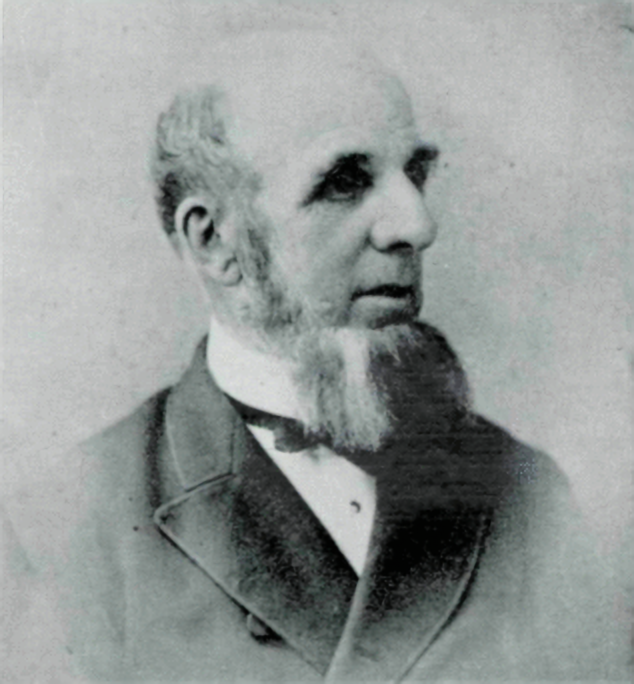
Dr. Charles Harrison Blackley

Charles Harrison Blackley Miembro del Real Colegio de Cirujanos de Inglaterra (MRCS). (5 de abril de 1820 – 4 de septiembre de 1900) fue el descubridor del mecanismo detrás de la rinitis alérgica causada por el polen, comúnmente llamada fiebre del heno.
El aislamiento de la fiebre del heno como condición se conocía desde 1819 a través del trabajo de John Bostock. Blackley fue el primero en relacionar el polen con la afección y, aunque posteriormente mantuvo algunos puntos de vista desacreditados, su percepción fue un paso importante en la investigación de los alérgenos. Su obra más importante fue un libro titulado Investigaciones experimentales sobre las causas y la naturaleza de Catarrhus aestivus (Experimental researches on the causes and nature of catarrhus aestivus by Charles H. Blackley, London : Bailliere, 1873), publicado en 1873.
Charles Darwin había leído este libro y le escribió para agradecerle. Estaba muy interesado en los experimentos de Blackley y en otra carta explicó que algunos pólenes son arrastrados por el viento mientras que otros dependen de los insectos para su dispersión, por lo que Blackley estaba muy agradecido. La correspondencia entre Blackley y Darwin se publica a través del Correspondencia de Charles Darwin|Proyecto de correspondencia de Darwin.